# Lukas
Lukas je moško osebno ime.

## Izvor imena
Ime Lukas je različica imena Luka.

## Tujejezikovne oblike imena
- pri Angležih: Lukas
- pri Čehih: Lukaš
- pri Fincih: Luukas
- pri Francozih: Lucas, Luc
- pri Hrvatih: Luka
- pri Italijanih: Luca
- pri Srbih: Лука
- pri Špancih: Lusac
- pri Švedih: Lukas

## Pogostost imena
Po podatkih Statističnega urada Republike Slovenije je bilo na dan 31. decembra 2007 v Sloveniji število moških oseb z imenom Lukas: 143.

## Osebni praznik
V koledarju je ime Lukas skupaj z imenom Luka; god praznuje 22. aprila ali 18. novembra.

## Znane osebe
Lukas Podolski